# Christiaan Bax
Christiaan Bax (Rotterdam, 15 juni 1988) is een voormalig Nederlands voetbalscheidsrechter. Hij was in dienst van de KNVB en leidde wedstrijden in de Eredivisie en Eerste divisie.
Op 30 september 2011 leidde Bax zijn eerste professionele wedstrijd op het tweede niveau. De wedstrijd tussen FC Volendam en Fortuna Sittard eindigde in een 3–2 overwinning voor de thuisploeg. Bax deelde twee gele kaarten uit. Het seizoen 2011/12 sloot hij af met de volgende getallen: hij was scheidsrechter in elf competitiewedstrijden en gaf daarin dertigmaal een gele kaart. Dat komt neer op een gemiddelde van 2,7 gele kaarten per wedstrijd. Tevens gaf Bax viermaal een rode kaart.
Op 22 mei 2015 maakte de KNVB bekend dat Bax vanaf het seizoen 2015/16 tot de groep 'junior-scheidsrechters' ging behoren. Daardoor kon hij vanaf dat seizoen ook in aanmerking komen voor Eredivisieduels. Op 18 december 2016 maakte Bax zijn debuut in de Eredivisie, tijdens een wedstrijd tussen Excelsior en N.E.C.. Deze eindigde in 2–2. Bax gaf drie gele kaarten.
Op 16 april 2021 floot hij zijn laatste wedstrijd als professioneel voetbalscheidsrechter: Telstar tegen Excelsior (1–1). Hij is al jaren werkzaam als fysiotherapeut en volgt een opleiding voor osteopaat. Dit is niet meer te combineren met het leiden van wedstrijden op het hoogste niveau.